# Bokaindembe
Bokaindembe ist ein etwa 1500 Einwohner zählendes Dorf 4 Kilometer südlich vom Maringa-Fluss (Luwo) gelegen im Groupement Nkombe im Secteur Loando im Territoire Bokungu in der Provinz Tshuapa in der Demokratischen Republik Kongo. Das Dorf liegt etwa 140 km nordöstlich von Boende, der Provinzhauptstadt.
Das wesentlich kleinere Nachbardorf Ekombo liegt zwischen Bokaindembe und dem Fluss Maringa und wird gemeinhin unter Bokaindembe subsumiert, ist aber eine selbständige politische Einheit mit eigenem Dorfchef. Über den Landweg ist Bokaindembe von der Straße zwischen Boende und Bukungu von Lokole aus erreichbar, wobei allerdings neun kleinere und mittlere Brücken aus Baumstämmen zu passieren sind, die meist in einem schlechten Zustand sind.
Die Bevölkerung lebt ausschließlich von Ackerbau (Maniok, Mais, Reis, Süßkartoffel, Bohnen, Gemüse), extensiver Viehzucht (Ziegen, Schafe, Hühner, Enten), Fischfang, Jagd und Sammeln von Wildfrüchten und -wurzeln.
Im Dorf gibt es eine Primär- und eine Sekundärschule, für die 2012–2014 ein neues Gebäude mit Ziegeln und Metalldach errichtet wurde und eine 2016–2017 neu erbautes Gesundheitszentrum mit Gebärstation. Es gibt keine Geschäfte, keinen Markt, keine Restaurants und keine Beherbergungsbetriebe, aber ein Haus („Mission“ genannt, 2014–2016 errichtet), in dem Besucher/Reisende wohnen können. Ausgebildete Handwerker gibt es nicht, aber es gibt Leute, die schneidern und Ziegel erzeugen können, und es wird in rudimentärer Weise mit Muskelkraft und Langsägen Holz geschnitten und einfache Möbel, Türen und Fenster hergestellt.
Es gibt keine öffentliche Stromversorgung, kein Netz für UKW-Radio, Telefon oder Internet. Als Transportmittel gibt es einige Fahrräder, aber keine motorisierten Fahrzeuge. Aufgrund der Initiative der Bevölkerung und seit 2010 mit Hilfe des Vereins HappyAfrica unter der Leitung des Österreichers Franz Musil, wodurch die Schulen, das Gesundheitszentrum und die „Mission“ neu errichtet werden konnten, erfuhr Bokaindembe einen gewissen Aufschwung, der sich auch im Dorf bemerkbar macht. Die Menschen haben mehr Selbstbewusstsein entwickelt. U.a. werden in Eigeninitiative und ohne jegliche finanzielle Unterstützung viele private Hütten und Häuser renoviert, oder neu errichtet in verbesserter Bautechnik, die sie durch die freiwillige Mitarbeit an den Projekten erlernt haben. Es werden mehr Kinder eingeschult, und es bleiben auch mehr Sekundärschüler im Ort, und es werden Kranke besser versorgt, z. B. können jetzt vor Ort auch chirurgische Eingriffe oder Impfaktionen von Ärzten gemacht werden, die dafür von Zeit zu Zeit anreisen. Auch für Lehrer und Krankenpfleger bieten sich durch die verbesserte Gebäudesituation attraktivere Arbeitsplätze. Weitere Projekte, wie ein Kindergarten, ein Lagerhaus, oder eine Boutique sind geplant.

## Religion
Die Bevölkerung ist überwiegend protestantisch, es gibt aber auch freie Kirchen (Kimbanguisten, Frères en Christ, Kitawala u. a.). Es gibt zwar nominell auch einen katholischen Gemeindeleiter, aber kaum praktizierende Katholiken und kein katholisches Gotteshaus.